# 9996 ANS
9996 ANS (9070 P-L, 1974 SH2, 1996 GP17, 9996 ANS) — астероїд головного поясу.
Тіссеранів параметр щодо Юпітера — 3,273.
Виявлено 17 жовтня 1960 року К. Дж. ван Хаутеном та І. ван Хаутен-Груневелдом на пластинах Паломара Шмідта, зроблених Т. Герельсом.
Астрономічний супутник Нідерландів (ANS) був запущений 30 серпня 1974 року як перший голландський супутник. Розроблена як астрономічна обсерваторія, протягом 20 місяців вона спостерігала за небесними об’єктами в ультрафіолетових і рентгенівських променях. ANS виявила рентгенівські спалахи та виявила рентгенівське випромінювання від Capella.